# IK Brage
L'Idrottsklubben Brage, també anomenat IK Brage, és un club de futbol suec de la ciutat de Borlänge.

## Història

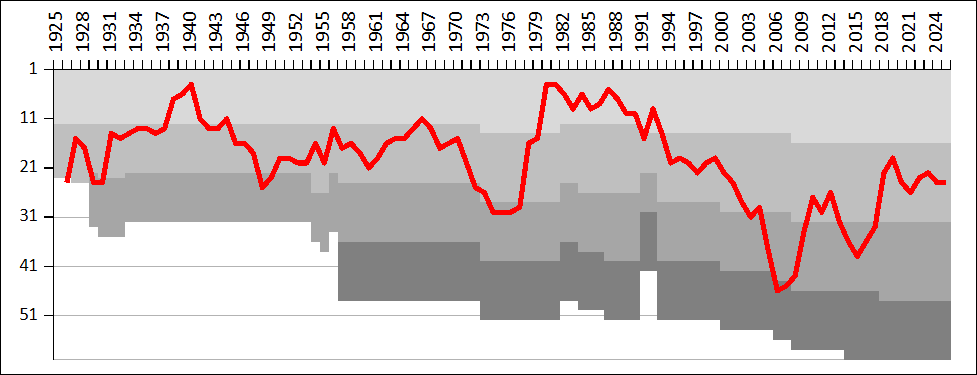
Gràfica amb les posicions del club IK Brage a la lliga sueca.

El club és continuador de IK Blixt, fundat a començament dels anys 1920, fusionat amb Domnarvets GIF per formar Domnarvets GoIF el 1923. El 1925 la fusió es va desfer i IK Blixt adoptà el nom IK Brage. Va ser finalista de la copa sueca la temporada 1979-80. El club disputat els seus partits a Domnarvsvallen.

## Futbolistes destacats
Llista de jugadors que han guanyat el premi "futbolista de l'any" pel grup de seguidors "Serik Fans" iniciat el 1996, o llistats com a "club legends" o futbolistes forans amb més de 50 partits al club segons la web oficial del club.
| - Algot Ström - Erik Eriksson - Hugo Zetterberg - Ingvar "Slana" Österberg - Tore Åhs - Stig "Lill-Massa" Johansson - Sture Lindvall - Thomas Nilsson - Rolf Zetterlund - Nils-Erik "Serik" Johansson - Bernt Ljung - Plamen Nikolov - Simon Hunt - Göran Arnberg - Fredrik Söderström - Jon Persson - Duško Radinović | - Joel Cedergren - Martin Ericsson - Daniel Brandt - Johan Norell - Lasse Nilsson - Mikael Eklund - Jimmy Rajala - Jonathan Lundevall - Niclas Olausson - Kebba Ceesay - Jon Åslund - Pontus Hindrikes - Johan Eklund - Gerhard Andersson - Adam Gradén - Niklas Sandberg |

## Palmarès

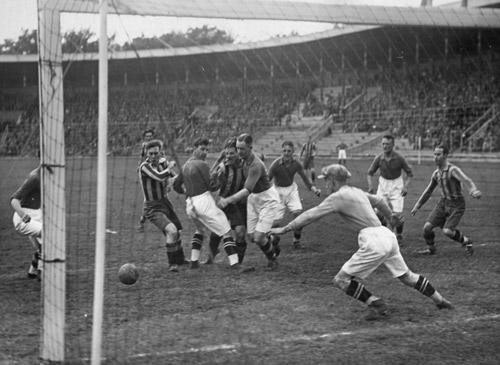
Brage jugant el 1930 davant Djurgårdens IF.

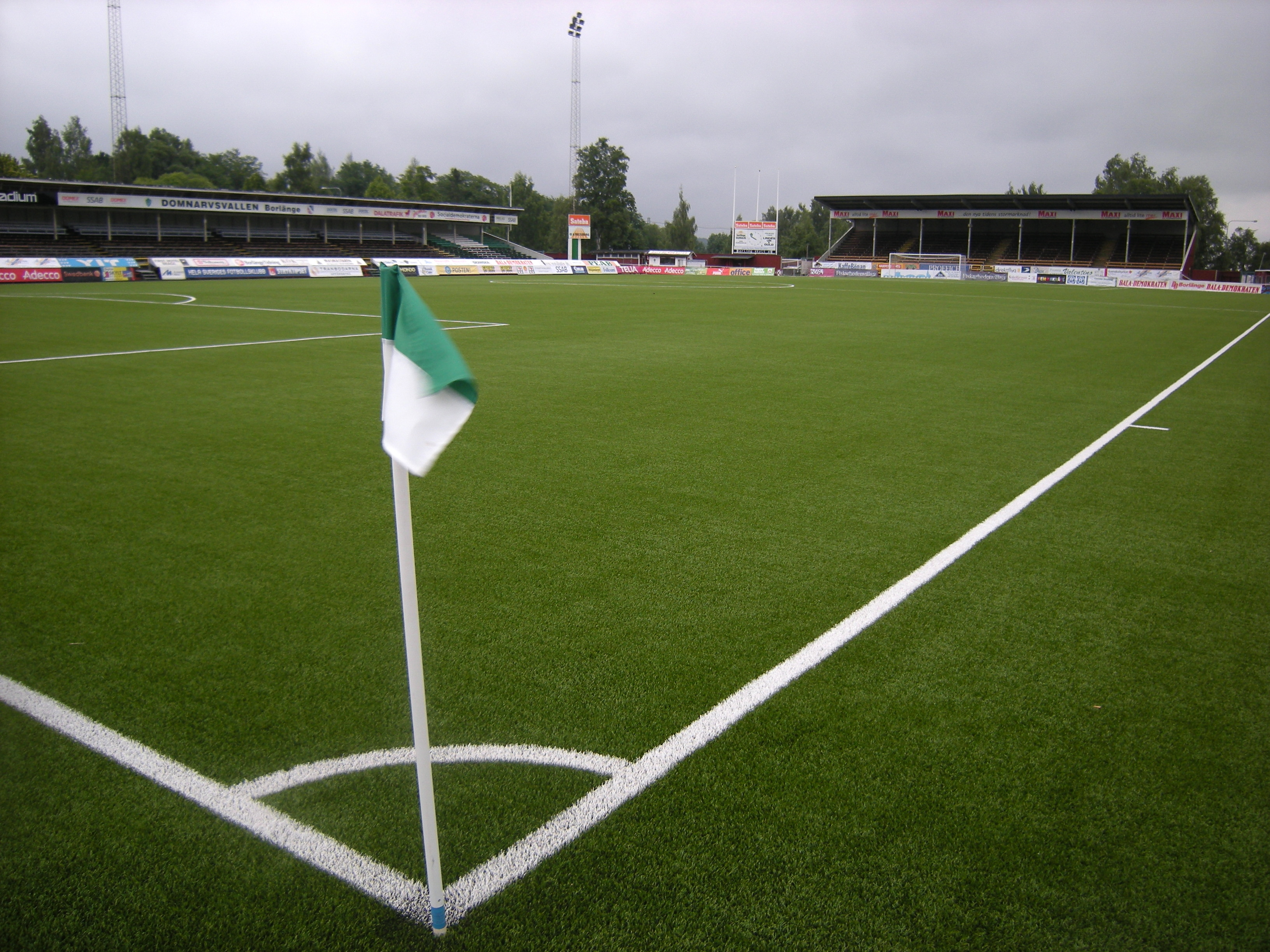
Estadi Domnarvsvallen el 2010.

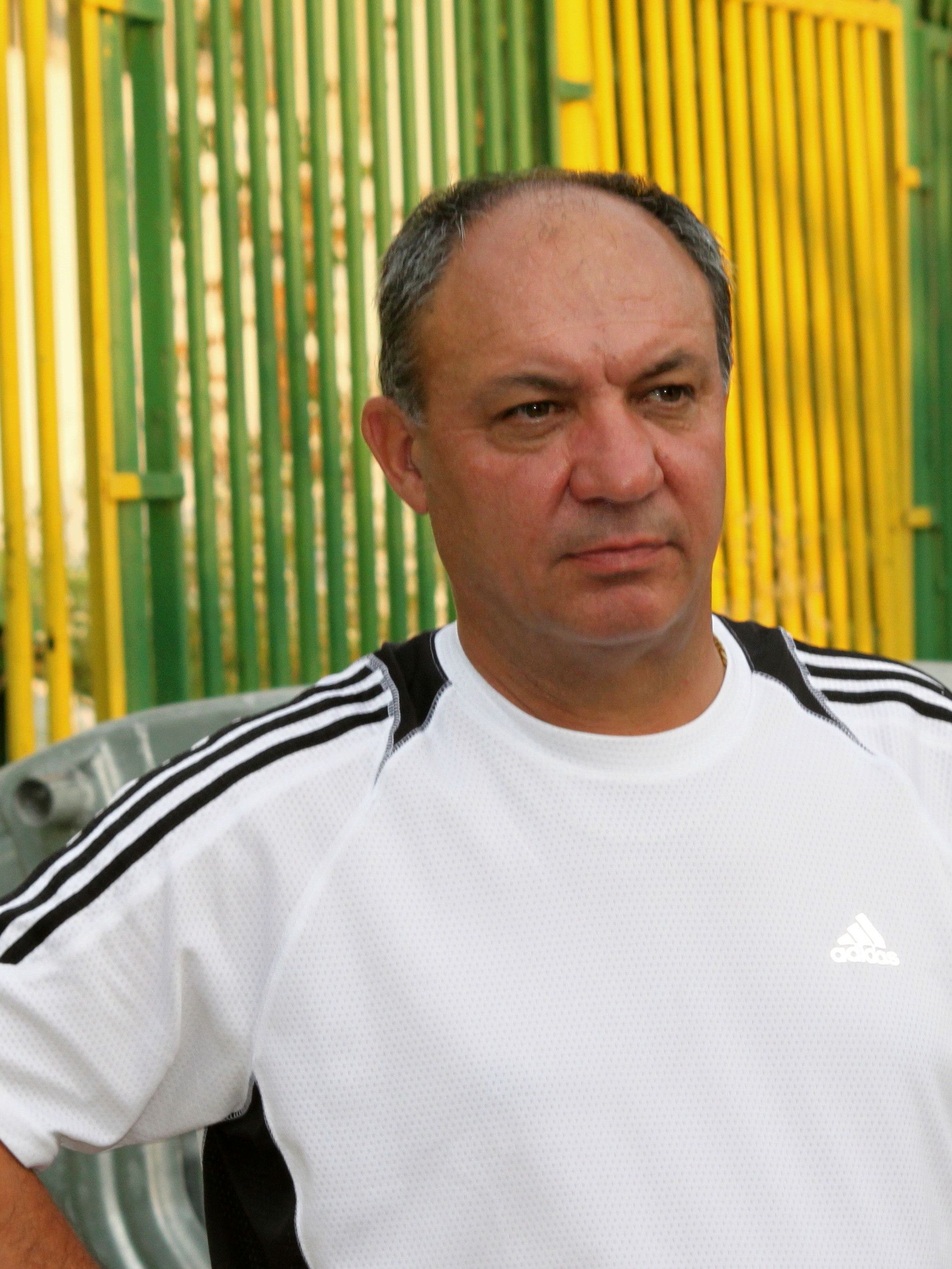
Plamen Nikolov jugà 55 partits amb Bulgària.

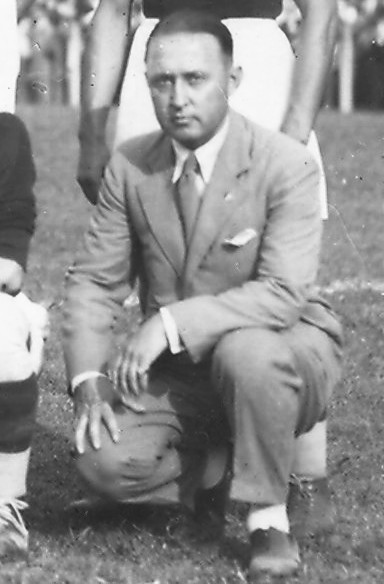
József Nagy fou entrenador el 1935.

- Division 1 Östra: 
  - 1992

|  |  |  |  |